# Заслужений будівельник України
Заслужений будівельник України  — державна нагорода України — почесне звання України, яке надається Президентом України відповідно до Закону України «Про державні нагороди України». Згідно з Положенням про почесні звання України від 29 червня 2001 року, це звання присвоюється:
|  | робітникам, спеціалістам та керівникам будівельних організацій, підприємств промисловості будівельних матеріалів, підприємств та організацій з будівництва, ремонту та утримання автомобільних доріг, працівникам науково-дослідних і проектних інститутів, конструкторських бюро і лабораторій та іншим працівникам, які працюють у галузі будівництва, за значні успіхи у виконанні виробничих завдань, підвищенні продуктивності праці, поліпшенні якості і зниженні собівартості будівельних матеріалів, за впровадження сучасних прогресивних методів і технологій будівництва |

Особи, яких представляють до присвоєння почесного звання «Заслужений будівельник України», повинні мати вищу або професійно-технічну освіту.

## Почесне звання «Заслужений будівельник Української РСР»
До того існувало звання «Заслужений будівельник УРСР». Президія ВР УРСР видала указ про встановлення почесного звання 4 серпня 1958 року.

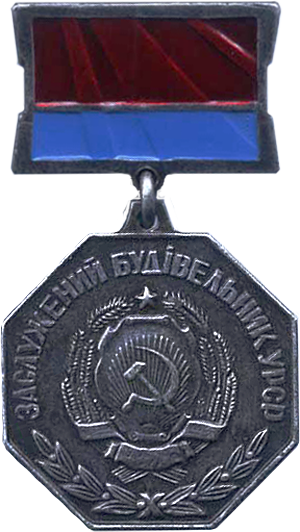
Лицьова сторона